# Medicago arenicola
Medicago arenicola là một loài thực vật có hoa trong họ Đậu. Loài này được (Huber-Mor.) E. Small miêu tả khoa học đầu tiên năm 1987.